# 凱文·布朗洛

凯文·布朗洛

凯文·布朗洛 (1938年6月2日—) 是英国电影史學者、电视纪录片制片人、电影制作人、作家和电影剪辑师。 他生于萨塞克斯郡， 主要研究无声电影历史。2010年11月13日，他获得奥斯卡荣誉奖。 